# Diocese de Terrassa
A Diocese de Terrassa (em latim: Dioecesis Terrassensis) é uma diocese da Igreja Católica localizada no município de Terrassa, na província de Barcelona, região autônoma da Catalunha. É pertencente a Arquidiocese de Barcelona na Espanha. Foi fundada em 15 de junho de 2004 pelo Papa João Paulo II. Com uma população católica de 1.250.987 habitantes, sendo 95,1% da população total, possui 120 paróquias com dados de 2021.

## História
Em 15 de junho de 2004 o Papa João Paulo II cria a Diocese de Terrassa através do território da Arquidiocese de Barcelona.

## Lista de bispos
A seguir uma lista de bispos desde a criação da diocese em 2004.
|                | Nome                     | Período   | Notas                        |
| Bispos         | Bispos                   | Bispos    | Bispos                       |
| -------------- | ------------------------ | --------- | ---------------------------- |
| 2º             | Salvador Cristau Coll    | 2021-     | Atual                        |
| 1º             | Josep Ángel Saiz Meneses | 2004-2021 | Nomeado arcebispo de Sevilha |
| Bispo auxiliar |                          |           |                              |
|                | Salvador Cristau Coll    | 2010-2021 | Nomeado Bispo diocesano      |